# Andrew Pepoy
Andrew Pepoy (né en 1969 à Holland) est un auteur de bande dessinée américain. Il a travaillé sur de très nombreuses séries, de Superman aux Simpson, en passant par Sonic, Batman ou le comic strip de Little Orphan Annie.

## Biographie
Andrew Pepoy naît en 1969 à Holland dans le Michigan. Il suit des études à l'université Loyola de Chicago en même temps qu'il publie ses premiers fanzines. Il est rapidement engagé par les deux principaux éditeurs de comics Marvel Comics et DC Comics et travaille sur plusieurs séries dont Superman, Batman et Spiderman. Il travaille aussi pour des éditeurs moins importants. En juin 2000, il devient le dessinateur du comic strip Little Orphan Annie mais n'y reste qu'un an. En 2005, il travaille pour Archie Comics où il relance le comics Katy Keene. Toujours pour cet éditeur il dessine de nombreuses histoire d'Archie. Toujours dans ce style humoristique il travaille pour Bongo Comics sur des adaptations des Simpson et de Futurama. Il dessine donc de nombreux comics appartenant à des sociétés mais il publie aussi sa propre création intitulée The Adventures of Simone & Ajax et publiée par Bardic Press. Il a aussi travaillé pour le marché français et a encré les dessins de L'expédition d'Alunÿs et du livre 1 de Lanfeust Odyssey.

### DC Comics
- Superman
- Batman
- Fables
- Scooby Doo
- Jack of Fables

### Marvel Comics
- Spider-Man
- Les X-Men

### Archie Comics
- Katy Keene
- Betty & Veronica
- Archie Loves Betty dans Life With Archie Magazine
- Sonic the Hedgehog

### Bongo Comics
- Simpson
- Futurama
- Godzilla
- Star Wars
- G.I. Joe
- Wallace & Gromit
- FemForce (AC Comics)
- The Adventures of Simone & Ajax
- Little Orphan Annie
- L'expédition d'Alunÿs (encrage)
- Lanfeust Odyssey (encrage)

## Récompenses
- 2009 : Prix Eisner de la meilleure histoire courte pour « Murder He Wrote », dans The Simpsons' Treehouse of Horror n°14 (avec Nina Matsumoto et Ian Boothby)
- 2014 : Prix Inkwell des « SPAMI »